# Joniny Małe
Joniny Małe (dodatkowa nazwa w j. kaszub. Môłé Jóninë) – mała osada kaszubska w Polsce, położona w województwie pomorskim, w powiecie kościerskim, w gminie Karsin. 
Osada usytuowana jest na obszarze Wdzydzkiego Parku Krajobrazowego, w kompleksie leśnym Borów Tucholskich, nad zachodnim brzegiem jeziora Wdzydze, jest częścią składową sołectwa Przytarnia.
W latach 1975–1998 miejscowość należała administracyjnie do województwa gdańskiego.